# Plunket Shield 2017/18
Der Plunket Shield 2017/18 ist die 89. Saison des nationalen First-Class-Cricket-Wettbewerbes in Neuseeland und wird vom 23. Oktober 2017 bis zum 5. April 2018 ausgetragen.

## Format
Die Mannschaften spielten in einer Division  gegen jede andere jeweils zwei Spiele. Für einen Sieg erhielt ein Team zunächst 12 Punkte, für ein Unentschieden (beide Mannschaften erzielen die gleiche Anzahl an Runs) 6 Punkte. Sollte kein Ergebnis erreicht werden und das Spiel in einem Remis enden, bekommen beide Mannschaften 0 Punkte, wenn das Spiel abgesagt wird, 2 Punkte. Zusätzlich besteht die Möglichkeit, in den ersten 110 Over des ersten Innings Bonuspunkte zu sammeln. Dabei werden jeweils bis zu 4 Punkte für erzielte Runs und für erzielte Wickets vergeben. Im Falle einer Reduktion der Spieldauer auf einen Tag wird ein Sieg mit 6 Punkten, ein Unentschieden mit 3 und ein Remis mit 2 Punkten honoriert, Bonuspunkte werden dann nicht vergeben. Des Weiteren ist es möglich, dass Mannschaften Punkte abgezogen bekommen, wenn sie beispielsweise zu langsam spielen oder der Platz nicht ordnungsgemäß hergerichtet ist. Am Ende der Saison ist der Sieger der Division der Gewinner des Plunket Shields.

## Resultate
Tabelle
| Teams              | Sp. | S | N | U | R | Bat | Bwl | Ded | Punkte |
| ------------------ | --- | - | - | - | - | --- | --- | --- | ------ |
| Central Districts  | 10  | 6 | 0 | 0 | 4 | 27  | 32  | 0   | 131    |
| Wellington         | 10  | 6 | 3 | 0 | 1 | 16  | 39  | 0   | 127    |
| Auckland           | 10  | 5 | 3 | 0 | 2 | 14  | 31  | 0   | 105    |
| Northern Districts | 10  | 2 | 4 | 0 | 4 | 20  | 36  | 0   | 80     |
| Otago              | 10  | 2 | 7 | 0 | 1 | 18  | 37  | 0   | 79     |
| Canterbury         | 10  | 2 | 6 | 0 | 2 | 8   | 32  | 0   | 64     |

Sieg: 12 Punkte; Remis: 0 Punkte
Spiele
| 23. – 26. Oktober Scorecard | Wellington | Auckland 62 (23) & 286 (103.3)                    | – | Wellington 553-3 (137) |
|                             |            | Wellington gewinnt mit einem Innings und 205 Runs |   |                        |

| 23. – 26. Oktober Scorecard | Mount Maunganui | Northern Districts 439-5d (103.5) & 181-9d (35) | – | Central Districts 313-7 (78) & 223-7 (65) |
|                             |                 | Remis                                           |   |                                           |

| 23. – 26. Oktober Scorecard | Christchurch | Canterbury 155 (68.1) & 299 (81.5) | – | Otago 216 (88.5) & 239-3 (80.4) |
|                             |              | Otago gewinnt mit 7 Wickets        |   |                                 |

| 30. Oktober – 2. November Scorecard | Nelson | Central Districts 472 (108.2) & 302-5 (62.4) | – | Auckland 349 (96.1) & 169 (57) |
|                                     |        | Central Districts gewinnt mit 256 Runs       |   |                                |

| 30. Oktober – 2. November Scorecard | Rangiora | Canterbury 381 (128.5) & 202 (54.3) | – | Northern Districts 339 (105.4) & 236 (89.2) |
|                                     |          | Canterbury gewinnt mit 8 Runs       |   |                                             |

| 30. Oktober – 2. November Scorecard | Wellington | Wellington 369 (89.1)                            | – | Otago 184 (54.3) & 142 (53.3) (f/o) |
|                                     |            | Wellington gewinnt mit einem Innings und 43 Runs |   |                                     |

| 7. – 10. November Scorecard | Hamilton | Wellington 380 (108.2) & 158 (46) | – | Northern Districts 249 (80.3) & 207 (65.3) |
|                             |          | Wellington gewinnt mit 82 Runs    |   |                                            |

| 7. – 10. November Scorecard | Auckland | Auckland 213 (71) & 277 (111.5) | – | Otago 170 (42.4) & 185 (62.1) |
|                             |          | Auckland gewinnt mit 135 Runs   |   |                               |

| 7. – 10. November Scorecard | Christchurch | Canterbury 498-7d (129)                                 | – | Central Districts 194 (64) & 218 (97.2) (f/o) |
|                             |              | Central Districts gewinnt mit einem Innings und 86 Runs |   |                                               |

| 15. – 18. November Scorecard | Wellington | Canterbury 118 (39.5) & 156 (45.1) | – | Wellington 159 (58.4) & 116-5 (27.2) |
|                              |            | Wellington gewinnt mit 5 Wickets   |   |                                      |

| 15. – 18. November Scorecard | Dunedin | Otago 513-7d (139) & 177 (35.1)         | – | Central Districts 359 (106.3) & 334-8 (83.1) |
|                              |         | Central Districts gewinnt mit 2 Wickets |   |                                              |

| 15. – 18. November Scorecard | Hamilton | Northern Districts 148 (55.5) & 238 (93.1) | – | Auckland 315 (95.2) & 75-2 (16.1) |
|                              |          | Auckland gewinnt mit 8 Wickets             |   |                                   |

| 24. – 27. November Scorecard | Auckland | Auckland 181 (42.5) & 345 (71.5) | – | Canterbury 211 (59.4) & 291 (80.2) |
|                              |          | Auckland gewinnt mit 24 runs     |   |                                    |

| 24. – 27. November Scorecard | Alexandra | Northern Districts 456 (137.2) & 135-9 (41) | – | Otago 248 (97.5) & 318 (98.5) |
|                              |           | Northern Districts gewinnt mit 25 Runs      |   |                               |

| 24. – 27. November Scorecard | Nelson | Wellington 171 (54.2) & 172 (39.2)      | – | Central Districts 172 (60.4) & 172-3 (52) |
|                              |        | Central Districts gewinnt mit 7 Wickets |   |                                           |

| 1. – 4. März Scorecard | Auckland | Auckland 339 (94) & 199 (69)  | – | Northern Districts 237 (65) & 161 (57) |
|                        |          | Auckland gewinnt mit 140 Runs |   |                                        |

| 1. – 4. März Scorecard | Christchurch | Canterbury 156 (52) & 53 (18.4)   | – | Wellington 166 (49.5) & 44-0 (7.2) |
|                        |              | Wellington gewinnt mit 10 Wickets |   |                                    |

| 2. – 5. März Scorecard | Napier | Otago 289 (84) & 162 (72.1)             | – | Central Districts 188 (69.1) & 264-4 (95.2) |
|                        |        | Central Districts gewinnt mit 6 Wickets |   |                                             |

| 9. – 12. März Scorecard | Whangārei | Canterbury 193 (72.4) & 141-2d (42) | – | Northern Districts 409-4 (75) |
|                         |           | Remis                               |   |                               |

| 9. – 12. März Scorecard | Auckland | Central Districts 524 (132.5) | – | Auckland 205 (85.5) & 181-8 (82) (f/o) |
|                         |          | Remis                         |   |                                        |

| 10. – 13. März Scorecard | Dunedin | Wellington 194 (68.4) & 309 (108) | – | Otago 289 (84) & 196 (80) |
|                          |         | Wellington gewinnt mit 18 Runs    |   |                           |

| 17. – 20. März Scorecard | Rangiora | Canterbury 485-6d (140) | – | Auckland 66-6 (49) |
|                          |          | Remis                   |   |                    |

| 17. – 20. März Scorecard | Whangārei | Otago 331 (116.4) & 101-3d (23) | – | Northern Districts 227-8 (70.4) |
|                          |           | Remis                           |   |                                 |

| 17. – 20. März Scorecard | Wellington | Wellington 530 (123.1) & 264-8 (78) | – | Central Districts 423 (124.1) & 108-8 (57) |
|                          |            | Remis                               |   |                                            |

| 25. – 28. März Scorecard | Wellington | Wellington 137 (49.3) & 130 (49.1)                       | – | Northern Districts 323 (91.3) |
|                          |            | Northern Districts gewinnt mit einem Innings und 56 Runs |   |                               |

| 25. – 28. März Scorecard | Dunedin | Otago 305 (82)                              | – | Auckland 134 (44.5) & 134 (41) (f/o) |
|                          |         | Otago gewinnt mit einem Innings und 37 Runs |   |                                      |

| 25. – 28. März Scorecard | Napier | Central Districts 361-7d (107)                          | – | Canterbury 97 (39.4) & 205 (89.4) (f/o) |
|                          |        | Central Districts gewinnt mit einem Innings und 58 Runs |   |                                         |

| 2. – 5. April Scorecard | Napier | Northern Districts 134 (43.4) & 483 (126.5) | – | Central Districts 99 (32.5) & 284-4 (111.5) |
|                         |        | Remis                                       |   |                                             |

| 2. – 5. April Scorecard | Dunedin | Canterbury 225 (74.3) & 304 (99.1) | – | Otago 264 (84.5) & 170 (51.3) |
|                         |         | Canterbury gewinnt mit 95 Runs     |   |                               |

| 2. – 5. April Scorecard | Auckland | Auckland 304 (94) & 163 (51.5) | – | Wellington 174 (47.2) & 173 (57.5) |
|                         |          | Auckland gewinnt mit 120 Runs  |   |                                    |